# Duvan Torres
Duvan Torres (Cali, Colombia, 15 de agosto de 1996) es un futbolista colombiano. Juega como centro delantero y pertenece al primer equipo del Deportivo Pasto, de la Primera División de Colombia.

## Trayectoria
- Llegó a Pasto, con el Club de Fútbol Boca Juniors Nariño, donde entrenó y participó en el torneo Nacional Copa Samsung 2013, Su Debut en el fútbol profesional fue el 18 de octubre de 2015, con el Deportivo Pasto  enfrentado al  Deportes Tolima.
- Su primer gol como profesional fue el 9 de marzo en partido de copa donde le anotó al Valledupar.

## Clubes
Equipos donde actuado como jugador profesional:
| Club                | País     | Año           |
| ------------------- | -------- | ------------- |
| Boca Juniors Nariño | Colombia | 2011-2015     |
| Deportivo Pasto     | Colombia | 2015-presente |

## Estadísticas
Estadísticas del jugador como profesional:
| Club            | Temporada | Liga        | Liga  | Copa        | Copa  | Internacional | Internacional | Total       | Total | Total |
| Club            | Temporada | Apariciones | Goles | Apariciones | Goles | Apariciones   | Goles         | Apariciones | Goles |       |
| --------------- | --------- | ----------- | ----- | ----------- | ----- | ------------- | ------------- | ----------- | ----- | ----- |
| Deportivo Pasto | 2015-I    | 1           | -     | 1           | 0     | -             | -             | 2           | 0     |       |
| Deportivo Pasto | 2015-II   | 5           | 0     | 1           | 0     | -             | -             | 6           | 0     |       |
| Deportivo Pasto | 2016-I    | 2           | 0     | 5           | 2     | -             | -             | 7           | 2     |       |
| Deportivo Pasto | 2016-II   | 1           | 0     | 0           | 0     | -             | -             | 1           | 0     |       |
| Estadísticas    | Total     | 9           | 0     | 7           | 2     | -             | -             | 16          | 2     |       |

## Palmarés

### Campeonatos nacionales
| Título    | Club            | País     | Año  |
| --------- | --------------- | -------- | ---- |
| Primera B | Deportivo Pasto | Colombia | 2011 |